# Gare d'Ostricourt
La gare d'Ostricourt est une gare ferroviaire française des lignes de Paris-Nord à Lille et de Lens à Ostricourt, située sur le territoire de la commune d'Ostricourt dans le département du Nord, en région Hauts-de-France.
Une halte est mise en service en 1885 par la Compagnie des chemins de fer du Nord.
C'est une halte voyageurs de la Société nationale des chemins de fer français (SNCF) desservie par des trains TER Hauts-de-France.

## Situation ferroviaire
Établie à 27 mètres d'altitude, la gare de bifurcation d'Ostricourt est située au point kilométrique (PK) 226,977 de la ligne de Paris-Nord à Lille, entre les gares de Leforest et de Libercourt.
Elle est également l'aboutissement au PK 224,724 de la ligne de Lens à Ostricourt, après la gare de Dourges.

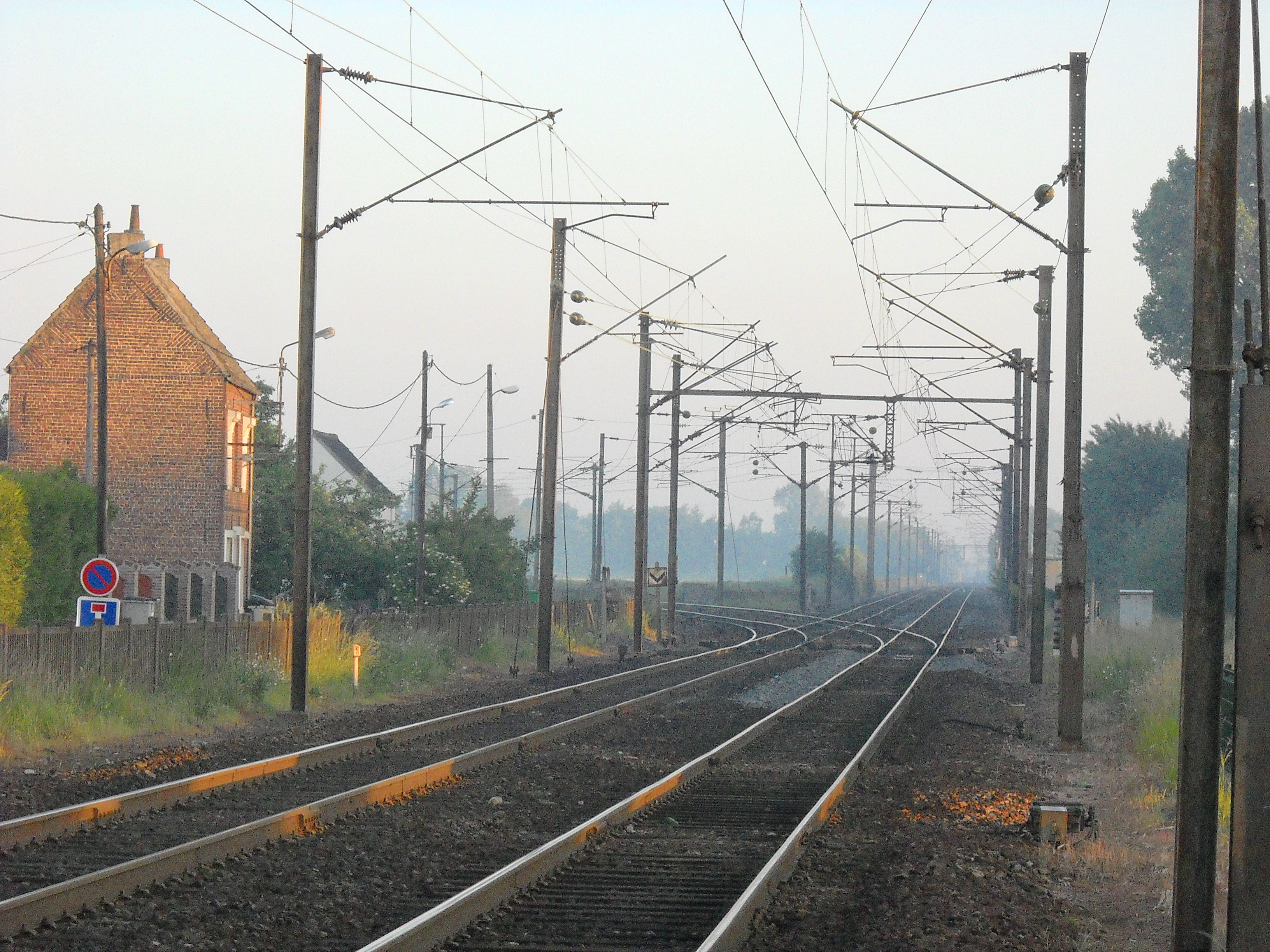
La ligne et la bifurcation vers Lens.

## Histoire
En 1885, la Compagnie des chemins de fer du Nord établit et met en service la halte d'Ostricourt.

## Service des voyageurs

### Accueil
Halte SNCF, c'est un point d'arrêt non géré (PANG) à accès libre. Elle est équipée d'automates pour l'achat de titres de transport TER..
La traversée des voies et le passage d'un quai à l'autre se font par le passage à niveau routier.

### Desserte
Ostricourt est desservie par des trains TER Hauts-de-France des relations :Douai, ou d'Arras, et Lille-Flandres ; de Douai, ou de Valenciennes, et de Libercourt, ou de Lens.

### Intermodalité
Un parc pour les vélos y est aménagé et le stationnement des véhicules est possible près du passage à niveau routier.
Un arrêt, près du passage à niveau, est desservi par des bus TER de substitution.
- Vidéos de trains traversant la gare
- Un Z 24500, le 26 juin 2011.
- Un Z 92050, le 10 octobre 2013.